# アレクサンドル・メーンシコフ
アレクサンドル・ダニーロヴィチ・メーンシコフ （ロシア語: Алекса́ндр Дани́лович Ме́ншиков, ラテン文字転写: Aleksandr Danilovich Menshikov, 1673年11月16日（旧暦11月6日） - 1729年11月23日（旧暦11月12日）） は、ロシア帝国の軍人・政治家。大元帥。ピョートル1世に取り立てられ台頭、エカチェリーナ1世の治世で権勢を誇った。

## 生涯
貧しい馬丁の子として生まれ、モスクワで饅頭売りをしていたといわれる。首都近郊の外国人居留地に頻繁に出入りしていた若きピョートル1世と出会い、趣味の軍事教練に一兵士として参加し寵臣となる。
ピョートル1世の元で1697年から1698年の西欧使節団に同行し1700年から始まった大北方戦争に出陣、バルト海沿岸地域の占領をボリス・シェレメーテフと共に任され、1702年にスウェーデン領ノーテボリを落とした（この戦いにおいてロシア軍の犠牲は6,000人に達した。この地を「イングリアへの鍵」とみなしたピョートル1世により、ドイツ語で「シュリッセリブルク」と名付けられた）。この時期にシェレメーテフが召使いにしていたリヴォニア出身の女性マルタを召使いとして引き取り（愛人ともされる）、マルタを気に入ったピョートル1世が彼女を引き取った後もマルタとの繋がりを保ち、後にエカチェリーナ・アレクセーエヴナと改名して皇后となったマルタに助けられたりしている。
1706年にスウェーデン王カール12世と戦っていたロシアの同盟者であるポーランド王兼ザクセン選帝侯アウグスト2世救援のためポーランド軍と合流したが、アウグスト2世がカール12世とアルトランシュテット条約を結んだため救援に失敗、ピョートル1世の元へ戻った。
1707年にカール12世がロシアに遠征、ウクライナ・コサックのヘーチマン・イヴァン・マゼーパがスウェーデンに寝返ったため、1708年11月2日にピョートル1世の命令でウクライナ・コサックの首都であるバトゥールィンを包囲し、11月13日に守備隊の裏切りによってバトゥールィンに入りコサックを撃破、バトゥールィンを陥落させた。この時ロシア軍は男女老若を問わず住民全員を殺害し、スウェーデンと同盟したコサックを咎めるため、殺害された女子の遺体を筏に張り付けてセイム川で流した。この出来事は研究史ではバトゥールィン悲劇と呼ばれている。
1709年にウクライナに南下したスウェーデン軍をピョートル1世と共に迎え撃ち勝利（ポルタヴァの戦い、カール12世はマゼーパと共にオスマン帝国へ亡命する）、カール12世不在のスウェーデン軍に対し、1712年からデンマーク＝ノルウェー王フレデリク4世・ザクセン軍と共にスウェーデン領ドイツ（ポメラニア）を攻撃してシュテッティン（1720年にプロイセン領）を落とし、シュトラールズントもデンマーク軍が包囲・陥落させたため（シュトラールズント包囲戦、1720年に返還）、ポメラニアを平定して大陸のスウェーデン領の殆どを奪い取った。こうした同盟軍におけるロシア軍の主導的な役割は、この地域におけるロシアの影響力を一躍、高めさせることとなった。一方で公金横領など汚職の噂が絶えず、1724年の人口調査で逃亡農民を所領に匿ったことが発覚したが、エカチェリーナの取り成しで罷免・謹慎処分で済んだ。
1725年に入りピョートル1世の死期が近くと、新興勢力の筆頭だったメーンシコフはエカチェリーナを推して有力貴族達と対立した。1月28日にピョートル1世が崩御するとメーンシコフは新興貴族と結託、近衛連隊を動かしエカチェリーナを擁立してクーデターを起こし、エカチェリーナ1世として即位させ自身が所属する最高枢密院を牛耳り実権を握った。エカチェリーナ1世の治世では政敵排除を行いながら次の政権にも留まることを画策、ピョートル1世の同名の孫ピョートルと接触して保守派との連携を狙った。
2年後の1727年に彼女が死去すると12歳のピョートル2世を即位させ、娘マリヤと婚約させた。しかし、ヴァシーリー・ドルゴルーコフを始めとする有力貴族の反撃によって失脚し娘の婚約は取り消され、それまで築いた莫大な財産を没収され、家族そろって僻地に追放された。その時の疲労から健康を害し追放先で病死した。